# Kirchliche Zusatzversorgungskasse
Eine Kirchliche Zusatzversorgungskasse (KZVK) ist eine Zusatzversorgungskasse der Kirche. 
In Deutschland teilen sich vier Kirchliche Zusatzversorgungskassen die Aufgabe, für die privatrechtlich beschäftigten Mitarbeitenden von Kirche, Diakonie und Caritas eine zusätzliche, betriebliche Altersversorgung zu leisten. Die Kirchlichen Zusatzversorgungskassen konkurrieren nicht miteinander.
Die vier Kirchlichen Zusatzversorgungskassen sind:
- Kirchliche Zusatzversorgungskasse Rheinland-Westfalen
- Zusatzversorgungskasse der Evangelisch-lutherischen Landeskirche Hannovers
- Evangelische Zusatzversorgungskasse (EZVK)

- Kirchliche Zusatzversorgungskasse des Verbandes der Diözesen Deutschlands

Die Kirchliche Zusatzversorgungskasse Baden hat mit Wirkung zum 30. Juni 2016 mit der EZVK fusioniert und ihre Versicherten- und Rentenbestände an diese übertragen.
Das Jahr 2014 wurde mit einer Bilanzsumme von 22,58 Milliarden Euro abgeschlossen; diese enthielt einen versicherungsmathematisch errechneten Fehlbetrag von 5,5 Milliarden Euro. 2015 sank das Anlagevermögen der Kassen um etwa 8,2 Prozent (von 17 Mrd. Euro auf etwa 15,6 Mrd. Euro).